# آریزانتایی‌ها
آریزانتایی‌ها یا آریزانتیان یکی از قبیله‌های شش‌گانهٔ مادی بودند که هرودوت از آن‌ها یاد کرده‌است. این قبیله در منطقه فرهنگی کاشان امروزی زندگی می‌کرده اند. ریشه‌شناسی این واژه، آریا-زَنتو، به‌معنای «از نژاد آریایی» است. واژهٔ زَنتو کاربردهای فنّی دیگری هم دارد، در زبان ایرانی باستان تعریف چهارگانه‌ای به‌تدریج فراگیر شد که در گروه‌های نیایی فارسی باستان به‌طور برجسته‌ای نمود پیدا کرده‌است. این چهار گروه عبارتند از: نَمانه، «خانواده»؛ ویس، «خاندان»؛ زَنتو، «قبیله» و دَهیو، «کشور». هرودوت از قبیله‌هایی مادی که یاد می‌کند، در چارچوب این ساختار سخن نمی‌گوید، اما احتمالاً آن‌ها با زَنتو/ قبیله، سازگاری دارند. احتمالاً زَنتو یا به قبیله‌ای گسترده که ریشهٔ خویشاوندی آن‌ها به دودمان پدری (در فارسی باستان: ciça-) می‌رسید یا به مجموعه‌ای از قبیله‌ها گفته می‌شده‌است. درستی گزارش‌های هرودوت دربارهٔ تبار و نژاد قبیله‌ها همچنان تردیدبرانگیز است. 